# Evoplosoma timorensis
Evoplosoma timorensis is een zeester uit de familie Goniasteridae.
De wetenschappelijke naam van de soort werd in 1985 gepubliceerd door Aziz & Jangoux.